# Xenyllogastrura affinis
Xenyllogastrura affinis är en urinsektsart som först beskrevs av Steiner 1955.  Xenyllogastrura affinis ingår i släktet Xenyllogastrura och familjen Hypogastruridae. Inga underarter finns listade i Catalogue of Life.